# Afrothismia gesnerioides
Afrothismia gesnerioides là một loài thực vật có hoa trong họ Burmanniaceae. Loài này được H.Maas mô tả khoa học đầu tiên năm 2003.